# Київ Цифровий
«Київ Цифровий» — державний мобільний застосунок для мешканців Києва. Був створений у 2021 році київським Комунальним підприємством "Головний інформаційно-обчислювальний центр" (КП ГІОЦ) на заміну застосунку Kyiv Smart City. Працює на платформах iOS та Андроїд.

## Опис програми
Застосунок надає користувачеві можливість поповнювати зі смартфона транспортну карту, купувати QR-квитки, сплачувати за паркування, повертати евакуйовану автівку, отримувати сповіщення щодо послуг у сфері ЖКГ, голосувати за проєкти з благоустрою міста.
Реєстрація у застосунку відбувається за телефонним номером.«Київ Цифровий» дозволяє автоматично завантажити дані платіжних карток та інформацію про автівки з Kyiv Smart City, якщо номер телефону користувача в застосунку такий, що і в гаманці Masterpass.
Фірмовий акцидентний шрифт бренду — це Kyiv*Type Sans із сімейства варіабельної гарнітури Kyiv*Type, авторства шрифтового дизайнера Дмитра Растворцева.

## Функціонал

### Запис в ЦНАП
В додатку можна вибрати закладу та запис на певний час.

### Для водіїв автівок
«Київ Цифровий» дозволяє повернути евакуйовану автівку зі штрафмайданчика без черг. Якщо авто евакуюють, водій отримає сповіщення з адресою штрафмайданчика та інструкцією для повернення транспортного засобу. Усі необхідні документи можна завантажити у застосунок.
Також «Київ Цифровий» співпрацює з муніципальними парковками. Зі смартфона можна сплатити за погодинне паркування чи придбати паркувальний абонемент.
Також можна визначати місце паркування за геопозицією та перевіряти термін дії паркувального абонемента. Є мапа паркувань і таймер із нагадуванням часу паркування.

### Міський громадський транспорт
У застосунку можна поповнити транспортну карту, придбати проїзний на місяць, а також користуватися разовими QR-квитками. Налаштована система сповіщень нагадає про закінчення дії проїзного чи підкаже, коли QR-квиток протермінується (термін дії — 15 діб).
Студентський та учнівський квитки наслідують дизайн транспортної картки й відрізняються за кольором. Для учнівського квитка вигадали додатковий символ зі знака літери «К» з двокрапками зверху, що відсилається до літери «ї» в назві «Київ».

### Послуги ЖКГ
Якщо користувач додасть адресу проживання, то «Київ Цифровий» сповіщатиме про початок та кінець планових чи аварійно-відновлювальних робіт у будинку. Застосунок отримає доступ до сповіщень про послуги постачання електроенергії, води, газу та опалення. Система відгуків дозволяє підтверджувати чи спростовувати правдивість інформації щодо надання тих чи інших послуг.

### Подолання наслідків російсько-української війни
Після 2022 року у додатку, окрім загальноміської інформації, з'явилася низка функціоналу, пов'язана з наслідками військових дій окупантів. Зокрема:
- Сповіщення та розклад вимушених відключень електрики після російських атак
- Сповіщення про початок та кінець тривоги щодо російської атаки на місто
- Мапа укриттів
- Волонтерська допомога армії
- Волонтерська допомога киянам
- Посилання на офіційні джерела інформації
- Мапа працюючих закладів

## Історія збоїв в роботі
24 травня 2024 року у роботі застосунку «Київ Цифровий» стався масовий збій через технічні негаразди. Користувачі повідомляли про технічні проблеми при завантаженні застосунку і на смартфоні, і у десктоп версії під час запуску бота від «Київ Цифровий». Частина киян зіткнулась із труднощами при купівлі квитка у метро.